# 72 Dangerous Animals: Asia
72 Dangerous Animals: Asia, es una serie documental australiana de 12 capítulos producida por Showrunner Productions en colaboración con Netflix y emitida en 2018.

## Argumento
Al igual que en su predecesora, los primeros 11 capítulos de la serie son destinados a la presentación y análisis de 72 animales hallados en Asia (sin tomar en cuenta Siberia), acompañándose con muestras de vídeo, área de distribución de cada animal, opiniones de expertos, testimonios de testigos oculares y de víctimas de la vida real. Al final de cada capítulo se seleccionaba un ganador y en el último capítulo los 11 animales seleccionados de los capítulos anteriores eran revaluados y ordenados en un conteo para definir al más peligroso del continente.

## Episodios
A continuación se muestran las especies presentadas en el programa, en orden de aparición y la posición que obtuvieron en el episodio de acuerdo a su potencial de amenaza hacia los humanos.

### "Lugar y momento equivocados"(Wrong Place, Wrong Time)
- Rinoceronte asiático (tercer lugar)
- Leopardo indio (primer lugar)
- Ciempiés de bosque asiático (quinto lugar)
- Orangután (sexto lugar)
- Erizo flor tóxico (cuarto lugar)
- Víbora gariba (segundo lugar)

### "Mandíbulas y garras"(Jaws and Claws)
- Águila dorada (cuarto lugar)
- Cangrejo de los cocoteros (quinto lugar)
- Tiburones del Pacífico (segundo lugar)
- Araña camello (sexto lugar)
- Oso malayo (tercer lugar)
- Cocodrilo de agua salada (primer lugar)

### "Guerra química"(Chemical Warfare)
- Loris perezoso (séptimo lugar)
- Rata negra (segundo lugar)
- Escorpión de cola gruesa (tercer lugar)
- Cobra india (primer lugar)
- Sapo venenoso (quinto lugar)
- Escarabajo estafilínido (sexto lugar)
- Raya venenosa (cuarto lugar)

### "Mortal o folclor"(Deadly: Fact or Folklore)
- Langur (cuarto lugar)
- Tigre (primer lugar)
- Araña joro (séptimo lugar)
- Falso gavial (tercer lugar)
- Hormiga aguja asiática (sexto lugar)
- Nutria (quinto lugar)
- Cobra real (segundo lugar)

### "Asesinos accidentales"(Accidental Assassins)
- Búfalo de agua (segundo lugar)
- Pez aguja (sexto lugar)
- Cangrejo tóxico (cuarto lugar)
- Cocodrilo de las marismas (tercer lugar)
- Cubomedusa (primer lugar)
- Pitón reticulada (quinto lugar)

### "Bellos y dolorosos"(Pretty and Painful)
- Caracol cono (tercer lugar)
- Oso negro asiático (segundo lugar)
- Panda rojo (séptimo lugar)
- Serpiente azul coral de Malasia (cuarto lugar)
- Lince boreal (quinto lugar)
- Elefante asiático (primer lugar)
- Pez león colorado (sexto lugar)

### "El camino menos transitado"(The Road Less Travelled)
- León asiático (tercer lugar)
- Dragón de Komodo (primer lugar)
- Raya eléctrica (séptimo lugar)
- Chacal dorado (cuarto lugar)
- Glotón (sexto lugar)
- Bagre coral (quinto lugar)
- Oso pardo (segundo lugar)

### "Jungla de concreto"(Urban Jungle)
- Jabalí (quinto lugar)
- Perro callejero (segundo lugar)
- Pez globo (sexto lugar)
- Escorpión rojo indio (cuarto lugar)
- Mosquito tigre asiático (primer lugar)
- Krait común (tercer lugar)

### "Arrincóname y pelearé"(Corner Me, I'll Fight)
- Lobo (tercer lugar)
- Pez piedra (segundo lugar)
- Puercoespín malayo (séptimo lugar)
- Oso bezudo (primer lugar)
- Gibón (quinto lugar)
- Leopardo de las nieves (sexto lugar)
- Tarántula (cuarto lugar)

### "El osado y la brutal"(The Bold and the Brutal)
- Tejón de la miel (cuarto lugar)
- Víbora de Russell (primer lugar)
- Pez ballesta (sexto lugar)
- Macaco (tercer lugar)
- Yak (quinto lugar)
- Pulpo de anillos azules (segundo lugar)

### "Grandes, rayados y cargados"(Big! Banded! and Billed!)
- Morena gigante (cuarto lugar)
- Gaur (segundo lugar)
- Serpiente marina rayada (tercer lugar)
- Escorpión asiático de bosque (séptimo lugar)
- Gavial (sexto lugar)
- Marlín (quinto lugar)
- Avispón gigante asiático (primer lugar)

### "Temibles finalistas"(Fearsome Finalists)
11.- Dragón de Komodo
10.- Avispón gigante asiático
9.- Oso bezudo
8.- Mosquito tigre asiático
7.- Leopardo
6.- Tigre
5.- Elefante asiático
4.- Cobra india
3.- Cocodrilo de agua salada
2.- Víbora de Russell
1.- Cubomedusa